# Christiane Vorster
Christiane Vorster (* 18. November 1954 in Hamburg) ist eine deutsche Klassische Archäologin.
Christiane Vorster studierte Klassische Archäologie, Alte Geschichte, Gräzistik und zeitweise auch Kunstgeschichte an der Universität Köln, der Universität Bonn und der Universität Thessaloniki. Die Promotion erfolgte bei Nikolaus Himmelmann in Bonn 1982 mit einer Arbeit über Griechische Kinderstatuen. 1983 wurde Vorster Assistentin am Archäologischen Institut der Universität Köln, pausierte aber von 1984 bis 1989 aus familiären Gründen. 1989 setzte sie die akademische Laufbahn fort und wurde Wissenschaftliche Mitarbeiterin des Forschungsarchivs für antike Plastik am Archäologischen Institut der Universität Köln. Bis 1994 bearbeitete sie im Rahmen des Projektes die Idealskulpturen des Museo Gregoriano Profano ex Lateranense in Rom und arbeitete an der Arachne-Bilddatenbank für Antike Plastik mit. Zudem verfasste Vorster eine Studie zum Kunstmarkt und Kunstbesitz im antiken Rom. 1998 wurde sie Lehrbeauftragte der Universität Bonn und wirkte von 1999 bis 2006 am Projekt Geschichte der antiken Bildhauerkunst unter der Leitung von Peter C. Bol des Frankfurter Liebieghauses mit. Seit 2005 lehrt Vorster als Honorarprofessorin in Bonn. Zudem war sie seit 2006 freie Mitarbeiterin an der Skulpturensammlung der Staatlichen Kunstsammlungen Dresden, wo sie als Mitherausgeberin und Autorin am Bestandskatalog wirkte.
Vorsters Forschungsschwerpunkt bildet die hellenistische und römische Plastik.

## Schriften (Auswahl)
- Griechische Kinderstatuen. Selbstverlag, Köln 1983 (Dissertation).
- Museo Gregoriano Profano. Katalog der Skulpturen II 1. Römische Skulpturen des späten Hellenismus und der Kaiserzeit 1. Werke nach Vorlagen und Bildformeln des 5. und 4. Jahrhunderts v. Chr. (= Monumenta artis romanae, Band 22). Reichert, Wiesbaden 1993, ISBN 3-8053-1493-0.
- Die Skulpturen von Fianello Sabino. Zum Beginn der Skulpturenausstattung in römischen Villen (= Palilia, Band 5). Reichert, Wiesbaden 1998, ISBN 3-89500-053-1.
- Museo Gregoriano Profano. Katalog der Skulpturen II 2. Römische Skulpturen des späten Hellenismus und der Kaiserzeit 2. Werke nach Vorlagen und Bildformeln hellenistischer Zeit (= Monumenta artis romanae, Band 34). Reichert, Wiesbaden 2004, ISBN 3-89500-392-1.
- mit Kordelia Knoll (Herausgeberin): Staatliche Kunstsammlungen Dresden. Skulpturensammlung. Katalog der antiken Bildwerke. 4 Bände, Hirmer, München 2011–2018.